# Brandon Sanderson
Brandon Sanderson (Lincoln, Nebraska, 19 de diciembre de 1975) es un escritor estadounidense de literatura fantástica y ciencia ficción. Es conocido sobre todo por el universo ficticio de Cosmere, en el que se ambientan la mayoría de sus novelas de fantasía, entre las que destacan las series Nacidos de la bruma (Mistborn) y El archivo de las tormentas. Fuera del Cosmere, ha escrito varias series juveniles y para jóvenes adultos, como The Reckoners, la serie Skyward y la serie Alcatraz. También es conocido por haber terminado la serie de alta fantasía de Robert Jordan La Rueda del Tiempo. Sanderson ha creado varias novelas gráficas de fantasía, como White Sand o Dark One.
Creó las Leyes de la Magia de Sanderson y popularizó la idea de sistemas de «magia dura» y «magia blanda». En 2008, Sanderson inició un podcast con el escritor Dan Wells y el dibujante Howard Tayler llamado Writing Excuses, en el que se tratan temas sobre crear escritura de géneros y webcómics. En 2016, la compañía de medios estadounidense DMG Entertainment obtiene los derechos de todo el universo de Cosmere creado por Sanderson, pero desde entonces los derechos han vuelto a manos de Sanderson. La campaña de Kickstarter de Sanderson de marzo de 2022 se convirtió en la más exitosa de la historia, con 185.341 donantes que prometieron 41'754.153 dólares.
Nacido en Nebraska, es miembro de La Iglesia de Jesucristo de los Santos de los Últimos Días y actualmente reside en Provo (Utah), con su esposa Emily con la que contrajo matrimonio el 7 de julio de 2006. Obtuvo un máster en Literatura Creativa en 2005 en la Brigham Young University, donde fue compañero de habitación del campeón de Jeopardy! Ken Jennings. Ha sido nominado dos veces para el Premio John W. Campbell.

## Biografía

### Infancia y educación
Brandon Sanderson nació el 19 de diciembre de 1975 en Lincoln, Nebraska, siendo el mayor de cuatro hijos. Sanderson se convirtió en un apasionado lector de novelas de alta fantasía durante su adolescencia y realizó varios intentos tempranos de escribir sus propias historias. Después de graduarse de la escuela secundaria en 1994, ingresó a la Universidad Brigham Young (BYU) como estudiante de bioquímica. Tomó un permiso de dos años entre 1995 y 1997 para servir como misionero voluntario para la Iglesia de Jesucristo de los Santos de los Últimos Días, y fue asignado a Corea del Sur.
Después de completar su servicio misional, Sanderson regresó a BYU y cambió su especialización a literatura inglesa. Mientras era estudiante universitario, Sanderson consiguió un trabajo como auditor nocturno en un hotel local en Provo, Utah, ya que le permitía escribir mientras trabajaba.[6] Uno de los compañeros de cuarto de Sanderson en BYU fue Ken Jennings, quien casi diez años después se hizo famoso durante su racha de 74 victorias en el programa de televisión estadounidense Jeopardy!. Sanderson se graduó de BYU en el año 2000 con una Licenciatura en Artes. Continuó como estudiante de posgrado, obteniendo una Maestría en Inglés con énfasis en escritura creativa en el año 2004. Mientras estuvo en BYU, Sanderson formó parte del equipo de Leading Edge, una revista de ficción especulativa semi-profesional publicada por la universidad, y ejerció como editor en jefe durante un año.

### Primeros años de su carrera como escritor
Sanderson escribió de manera constante durante sus estudios universitarios y de posgrado. Para el año 2003, ya había escrito doce novelas, aunque ninguna editorial las había aceptado para su publicación. Mientras cursaba un programa de posgrado en la Universidad Brigham Young (BYU), fue contactado por el editor de Tor Books, Moshe Feder, quien quería adquirir uno de sus libros. Sanderson había enviado el manuscrito de su sexta novela, Elantris, un año y medio antes. Elantris fue publicada por Tor Books el 21 de abril de 2005, y recibió críticas generalmente positivas. Esto fue seguido en 2006 por El imperio final, el primer libro de su trilogía de fantasía Nacidos de la bruma, en la cual los "alománticos" —personas con la capacidad de 'quemar' metales y aleaciones después de ingerirlos— obtienen sentidos mejorados y control sobre poderosas fuerzas sobrenaturales.
En 2007, publicó el segundo libro de la serie Nacidos de la bruma, El Pozo de la Ascensión. Más adelante en ese mismo año, Sanderson publicó la novela infantil Alcatraz contra los bibliotecarios malvados, que cuenta la historia de un niño llamado Alcatraz con un talento para romper cosas. Las primeras de sus "leyes de la magia" fueron publicadas en 2007, mientras que la segunda y tercera fueron publicadas en 2012 y 2013, respectivamente. En 2008, se publicó el tercer y último libro de la trilogía Nacidos de la bruma, titulado El héroe de las eras, así como el segundo libro de la serie Alcatraz, titulado Los huesos del escriba. Ese mismo año, Sanderson comenzó el podcast Writing Excuses junto a Howard Tayler y Dan Wells.

### La rueda del tiempo
Tras la muerte de Robert Jordan, Brandon Sanderson fue seleccionado por su viuda, Harriet McDougal, para completar el libro final de la serie de fantasía épica La rueda del tiempo. Harriet le pidió que se hiciera cargo de la tarea después de quedar profundamente impresionada por la lectura del libro El imperio final, primero de la serie Nacidos de la bruma. La editorial Tor Books anunció la decisión el 7 de diciembre de 2007. El 30 de marzo de 2009 se hizo público que A Memory of Light, que inicialmente se planeaba fuera el último libro de la serie, se dividiría en tres volúmenes. El primero, La tormenta, salió a la venta el 27 de octubre de 2009, con el resto de novelas, llamadas Torres de medianoche y Un recuerdo de luz, fueron publicadas en 2012 y 2013 respectivamente.
Las primeras noticias sobre el acuerdo de Tor Books con Sanderson mencionaban otro libro titulado Way of Kings, publicado en 2010. El autor ha mencionado que pretende que el libro sea el primero de una serie de diez que se titulará The Stormlight Archive. El actual contrato por Way of Kings cubre los primeros cinco libros.
Sanderson anunció en una entrada de su blog un nuevo contrato para Way of Kings, y que en su momento terminó reescribir la historia. El borrador tuvo alrededor de 380.000 palabras, aunque el autor esperaba que la versión final fuera más corta.

### El síndrome de Campbell
En el texto de un trabajo académico sobre la literatura fantástica, Sanderson habla de lo que llama el Síndrome de Campbell (en referencia a Joseph Campbell, autor de El héroe de las mil caras). Campbell habla del patrón narrativo del camino del héroe, que sigue una serie de etapas que siguen casi todas las historias de fantasía épica (el personaje ordinario, que comienza un viaje iniciático ayudado por un mentor o una fuerza sobrenatural, se sobreponen a las dificultades y llegan a su meta). 

Muchos escritores contemporáneos, algunos de ellos muy buenos, se han restringido a sí mismos al estándar asumido de la fantasía. Escriben relatos sobre jóvenes héroes que son llamados a una búsqueda misteriosa, ambicionan el poder y llegan a la madurez al superar sus tribulaciones. Siguen el Síndrome de Campbell paso a paso, e intentan estar seguros de que no dejan nada al margen.

El movimiento ha ganado tal impulso (en parte por Tolkien, cuya obra exhibe el Mito del Héroe pero no lo sigue) que se ha convertido en sinónimo de fantasía. Y, a causa de ello, el género está amenazado de estancamiento
Traducción de un fragmento del texto original en el prólogo de Elantris de Miquel Barceló

El autor manifiesta la necesidad de reconocer este problema e incorporar nuevas ideas a la literatura fantástica actual. Precisamente comenta que el editor de Elantris de Tor Books, Moshe Feder, se sorprendió de que en el libro no hubiera un viaje.

### Cosmere
Varias novelas de Sanderson transcurren en un universo ficticio de su propia creación llamado Cosmere. La estructura y la física de este son las mismas que las nuestras, pero la historia principal de Cosmere ocurre en una galaxia enana compacta que tiene muchas menos estrellas y sistemas que nuestra galaxia.

## Las Leyes de la Magia de Sanderson
La idea de magia dura y magia blanda fue popularizada por Sanderson en asuntos pertinentes a la construcción de mundos y la creación de sistemas mágicos en escenarios ficticios. La terminología de duro y blando tiene su origen en las ciencias duras y blandas, que se prestan a la ciencia ficción dura y la ciencia ficción blanda. Ambos términos son formas aproximadas de caracterizar dos extremos de un espectro. De manera análoga, los sistemas de magia dura son aquellos que siguen reglas específicas, en los que la magia se controla y se explica al lector en la narración detallando la mecánica que hay detrás del modo en que la magia «funciona» y puede utilizarse para construir ambientaciones que giren en torno al sistema mágico. Por su parte, los sistemas de magia blanda pueden no tener reglas o limitaciones claramente definidas, o pueden ofrecer una exposición limitada sobre su funcionamiento. Se utilizan para crear una sensación de asombro en el lector.
Las tres leyes de la magia de Sanderson son pautas de escritura creativa que pueden utilizarse para crear sistemas mágicos para historias de fantasía:
1. La capacidad de un escritor para resolver conflictos con magia es directamente proporcional a lo bien que un lector comprende dicha magia.
2. Las debilidades, los límites y los costes son más interesantes que los poderes.
3. El autor debería desarrollar o profundizar lo que ya forma parte del sistema mágico antes de añadir algo totalmente nuevo, ya que de lo contrario podría cambiar por completo la forma en que el sistema mágico encaja en el mundo ficticio.

Además, existe una ley cero:
0.  Si vas a pecar de algo, que sea siempre del lado de lo impresionante.

### Cosmere

#### Novela Secreta
Se planteó como la puerta de entrada al Cosmere.    
- Trenza del mar Esmeralda (2023), publicada por la Editorial Nova el 19 de enero de 2023, fue presentada por Sanderson como "Novela Secreta 1".

- La guía del mago frugal para sobrevivir en la Inglaterra del Medievo  (2023), publicada por la Editorial Nova el , fue presentada por Sanderson como "Novela Secreta 2".

- Yumi y el Pintor de Pesadillas (2023), publicada por la Editorial Nova el 21 de julio de 2023, fue presentada por Sanderson como "Novela Secreta 3".

- El hombre iluminado (2023),publicada por la Editorial Nova el 19 de octubre de 2023, fue presenta como "Novela Secreta 4".
- Islas de la Aguaoscura (2025), será publicado por Editorial Nova el 6 de diciembre de 2025.

#### Saga Elantris
- Elantris (2005), publicada en España por el sello Nova en 2006. Sanderson tiene planeado escribir una secuela tras la quinta parte de El archivo de las tormentas.[19] En la línea de los libros principales del Cosmere, Sanderson tiene planeado sacar un tercer libro de Elantris en un futuro lejano.
- La esperanza de Elantris (The Hope of Elantris, 2006). Un relato que Amazon puso a la venta originalmente y que Sanderson publicó en su página web tras expirar el contrato con la compañía.[20] Está, además, incluido en la antología Arcanum ilimitado (Arcanum Unbounded, 2016), traducida al español y publicada por Nova en 2017.[21]
- El alma del emperador (The Emperor's Soul, 2012),[22] ganadora del Premio Hugo a la mejor novela corta.[23] Fantascy la publicó en español en abril de 2014 junto con otra novela corta de Sanderson, Legión.[24] También está incluida en la antología Arcanum ilimitado.[21]

#### El aliento de los dioses
- El aliento de los dioses (Warbreaker, 2009). Fue publicado en tapa dura en EE. UU. en junio de 2009. Sanderson fue publicando avances del libro bajo una licencia de Creative Commons, capítulo a capítulo.[25] También están disponibles borradores de varios capítulos.
- Nightblood, aún sin fecha de publicación, Sanderson tiene previsto escribirla tras la secuela de Elantris.[26]

#### Nacidos de la bruma

##### Era 1; Trilogía Nacidos de la bruma
- El imperio final (Mistborn: The Final Empire, 2006), publicada en España por Nova en 2008.
- El pozo de la ascensión (Mistborn: The Well of Ascension, 2007), publicada en España por Nova en 2009.
- El héroe de las eras (Mistborn: The Hero of Ages, 2008), publicada en España por Nova en 2010.

##### Era 2; Tetralogía Wax & Wayne
- Aleación de ley (Mistborn: The Alloy of Law, 2011), publicada en España por Nova en 2012.
- Sombras de identidad (Mistborn: Shadows of Self, 2015), publicada en España por Nova en 2016.
- Brazales de duelo (Mistborn: The Bands of Mourning, 2016), publicada en España por Nova en 2017.
- El metal perdido (Mistborn: The Lost Metal, 2022), publicada el 15 de noviembre de 2022.[27]

##### Era 3: Sangre Espectral
Esta tercera era y trilogía se ambientará en los primeros años de la programación informática.
Sanderson también escribió una novela corta, Nacidos de la bruma: historia secreta (Mistborn: Secret History, 2016), que está incluida en la antología Arcanum ilimitado.

#### El archivo de las tormentas
- El camino de los reyes (The Way of Kings, 2010), publicada en España por Nova en 2012.
- Palabras radiantes (Words of Radiance, 2015), publicada en España por Nova en 2015.
- Danzante del filo (Edgedancer, 2016), está incluida en la antología Arcanum ilimitado.
- Juramentada (Oathbringer, 2017), publicada en España por Nova en 2018.
- Esquirla del Amanecer (Dawnshard, 2020), publicada en España por Nova en 2021.[28]
- El ritmo de la guerra (Rhythm Of War, 2020), publicada en España por Nova en 2020.[29]
- Comecuernos (Horneater), será una novela corta que Sanderson ha anunciado para antes del quinto libro de la saga.
- Viento y Verdad (Wind and Truth, 2024), se publicó el 6 de diciembre de 2024.

Sanderson también anunció en uno de sus vídeos semanales en YouTube, la posibilidad de publicar un libro de arte de El archivo de las tormentas, después de la publicación del quinto libro.
También ha anunciado el inicio de la creación de un Sistema de rol basado en El archivo de las tormentas.

### Otros

#### La rueda del tiempo
- La tormenta (The Gathering Storm, 2009), publicado en España por Timun Mas en 2010.
- Torres de medianoche (Towers of Midnight, 2010), publicado en España por Timun Mas en 2011.
- Un recuerdo de luz (A Memory of Light, 2013), publicado en España por Timun Mas en 2013.

#### Alcatraz
- Alcatraz contra los Bibliotecarios malvados (2007), publicada en España por la editorial B de Books en 2007.
- Los huesos del Escriba (2008), publicada en España por la editorial B de Books en 2008.
- Los Caballeros de Cristalia (2009), publicada en España por la editorial B de Books en 2010.
- Las lentes fragmentadas (2010), publicada en España por la editorial B de Books en 2017
- El talento oscuro (2016), publicada en España por la editorial B de Books en 26/04/2017.
- Bastille contra los Bibliotecarios malvados, publicada en 2022.

#### La espada infinita
- La Espada Infinita: el despertar (Infinity Blade: Awakening, 2011) publicada en España por Nova en 2013.
- La Espada Infinita: redención (Infinity Blade: Redemption, 2013) publicada en España por Nova en 2014.

#### The Reckoners
- Steelheart (2013), publicada en España por Nova en 2014.
- Firefight (2015), publicada en España por Nova en 2016.
- Calamity (2016), publicada en España por Nova en 2017.

#### El rithmatista
- El Rithmatista (The Rithmatist, 2013), publicada en España por Nova en 2016.
- The Aztlanian, aún sin fecha de publicación.[26]

#### Escuadrón
- La defensa del Elíseo (Precuela de Escuadrón), publicada en una compilación de cuentos cortos en el 2018 llamada Asimov’s Science Fiction.
- Escuadrón (Skyward, 2018), publicada en España por Nova en 2018.
- Estelar (Starsight, 2019), publicada en España por Nova en 2020.
- Citónica (Cytonic, 2021), publicada en EE. UU. en noviembre del 2021 y en España en diciembre de ese mismo año.
- Desafiante (Defiant, 2023), publicada en España por Nova el 23 de noviembre de 2023.

#### La guía del mago frugal para sobrevivir en la Inglaterra del medievo
- La guía del mago frugal para sobrevivir en la Inglaterra del medievo (2023), publicada por la Editorial Nova el 27 de abril de 2023, fue presentada por Sanderson como la "Novela Secreta 2".

Curso de escritura creativa (2022)